# The Way Up
The Way Up – jedenasty studyjny (czternasty w dyskografii) album grupy Pat Metheny Group, wydany w 2005 r. przez wytwórnię Nonesuch Records.
Album zdobył w 2006 r. nagrodę Grammy w kategorii Best Contemporary Jazz Album.
W Polsce nagrania uzyskały certyfikat złotej płyty.

## Lista utworów
1. „The Way Up: Opening” (Metheny i Mays) – 5:17
2. „The Way Up: Part One” (Metheny i Mays) – 26:27
3. „The Way Up: Part Two” (Metheny i Mays) – 20:29
4. „The Way Up: Part Three” (Metheny i Mays) – 15:54

## Skład zespołu
- Pat Metheny – gitary
- Lyle Mays – fortepian, instrumenty klawiszowe
- Steve Rodby – gitara basowa, wiolonczela
- Cuong Vu – wokal, trąbka
- Gregoire Maret – instrumenty perkusyjne, harmonijka
- Antonio Sánchez – perkusja

## Miejsca na listachBillboardu
| Rok  | Lista                        | Miejsce |
| ---- | ---------------------------- | ------- |
| 2005 | The Billboard 200            | 99      |
| 2005 | Top Contemporary Jazz Albums | 1       |
| 2005 | Top Internet Albums          | 99      |
| 2006 | Top Contemporary Jazz Albums | 1       |